# Михайловский (Ливенский район)
Михайловский — поселок в Ливенском районе Орловской области России.
Входит в состав Сергиевского сельского поселения.

## География
Находится на правом берегу реки Сосна, северо-восточнее деревни Положенцево и юго-западнее посёлка Урицкий, с которым граничит. Просёлочной дорогой соединён с обеими населёнными пунктами.
В посёлке имеется одна улица — Набережная.

## Население
| 2010 |
| ---- |
| 45   |